# Хулк
Хулк (енгл. Hulk), у раним преводима Голијат, измишљени лик и суперхерој издавачке куће Марвел комикс аутора Стена Лија (сценарио) и Џека Кирбија (цртеж).

## Карактеризација
Прва епизода Хулка објављена је у мају 1962. у у првом броју стрип-свеске Невероватни Хулк (енгл. The Incredible Hulk #1). Надахнуће за лик Хулка Ли је добио гледајући филм о Франкенштајновом чудовишту, при чему је лик чудовишта комбиновао с ликом господина Хајда из романа Доктор Џекил и мистер Хајд Роберта Луиса Стивенсона.

## Аутори
Осим Лија и Кирбија на стрипу су радили и сценаристи Џон Берн, Питер Дејвид, Стив Енглхарт, Пол Џенкинс, Брус Џоунс, Грег Пак, Џеф Лоуб, Фред ван Ленти, Рик Паркер и Џеф Паркер, те цртачи Тод Макфарлан, Ерик Ларсен, Џеф Первес, Кит Полард, Дејл Кион, Џон Ромита Старији, Џон Ромита Млађи, Мајк Деодато, Даг Брејтвајт, Џон Макреј, Адам Куберт, Ед Макгинес, Арт Адамс, Френк Џоу и Вилс Портасио. 

## Биографија карактера
Хулково право име је Брус Банер. Син је доктора Брајана Банера и Ребеке Банер. Љубоморан на Брусову блискост с мајком, отац често долази кући пијан и злоставља их, па Ребека и Брус одлуче да побегну од њега. Пошто сазна за бекство и пронађе их, отац убије Ребеку пред Брусовим очима. Бруса усвоји тетка, Ребекина сестра, а он после постане физичар на Универзитету у Калифорнији.
На тестирању гама-бомбе, Брус буде озрачен спасавајући живот свог колеге. Није свестан да унутар њега због зрачења нараста чудовиште које не може обуздати бес. Кад год се Банер разбесни, претвара се у огромно зелено чудовиште изузетних физичких предиспозиција. Брусова девојка је Бети Рос, ћерка генерала Роса, званог Тандеболт, који је највећи Хулков ривал. Остали Хулкови непријатељи су Танос, Моћни Тор, Абоминејшон, Доктор Стрејнџ, Док Сампсон, Амфибион, Гремлин итд.

## У медијима ван стрипа
Године 2003. по стрипу је снимљен и истоимени филм редитеља Анга Лија са Аустралијанцем Ериком Баном у главној улози, а 2008. римејк филма Невероватни Хулк.
Један је од главних протагониста у Марвеловом филмском универзуму и њиховим филмовима Осветници из 2012, Осветници: Ера Алтрона из 2015, Тор: Рагнарок из 2017, Осветници: Рат бескраја из 2018. и Осветници: Крај игре из 2019. године, као и у серији Жена-Хулк: Адвокат (2022).
Пре тога појавио се у неколико телевизијских епизода серије Невероватни Хулк (1978–1982) и у још неколико филмова за ТВ екран (1988, 1989, 1990).